# Bill McClure
William James McClure (ur. 4 stycznia 1958 w Liverpoolu) – nowozelandzki piłkarz, reprezentant kraju.

## Kariera piłkarska
McClure urodził się w Liverpoolu i swoją przygodę z futbolem rozpoczął w 1974 w zespole juniorskim angielskiego Liverpoolu. W 1977 rozegrał pięć spotkań w Iran Pro League w barwach Persepolis. Następnie powrócił do Anglii.
Dwa lata później, w 1979, przeprowadził się do Nowej Zelandii, gdzie został piłkarzem University-Mount Wellington. Jako zawodnik tej drużyny odnosił największe sukcesy w karierze. Dwukrotnie sięgnął po mistrzostwo New Zealand National Soccer League i Puchar Nowej Zelandii w sezonach 1980 i 1982. Przez 4 lata gry w klubie ze stolicy Nowej Zelandii wystąpił w 80 spotkań, w których 29 razy pokonał bramkarza rywali.
W 1983 przeszedł do Papatoetoe AFC, dla którego zagrał w 100 spotkań, strzelając 23 bramki. W 1987 powrócił do University-Mount Wellington. Grał tam przez dziesięć lat, a największym sukcesem z tego okresu było zdobycie Pucharu Nowej Zelandii w sezonie 1990. W 1997 zakończył karierę piłkarską.
| Sezon   | Klub                        | Kraj          | Rozgrywki                          | Mecze | Bramki |
| ------- | --------------------------- | ------------- | ---------------------------------- | ----- | ------ |
| 1976/77 | Liverpool                   | Anglia        | Division One                       | 0     | 0      |
| 1977/78 | Persepolis                  | Iran          | Iran Pro League                    | 5     | 1      |
| 1979    | University-Mount Wellington | Nowa Zelandia | New Zealand National Soccer League | 22    | 9      |
| 1980    | University-Mount Wellington | Nowa Zelandia | New Zealand National Soccer League | 21    | 6      |
| 1981    | University-Mount Wellington | Nowa Zelandia | New Zealand National Soccer League | 22    | 9      |
| 1982    | University-Mount Wellington | Nowa Zelandia | New Zealand National Soccer League | 14    | 4      |
| 1983    | Papatoetoe AFC              | Nowa Zelandia | New Zealand National Soccer League | 11    | 0      |
| 1984    | Papatoetoe AFC              | Nowa Zelandia | New Zealand National Soccer League | 22    | 4      |
| 1985    | Papatoetoe AFC              | Nowa Zelandia | New Zealand National Soccer League | 21    | 5      |
| 1986    | Papatoetoe AFC              | Nowa Zelandia | New Zealand National Soccer League | 22    | 8      |
| 1987    | Papatoetoe AFC              | Nowa Zelandia | New Zealand National Soccer League |       |        |
| 1988    | University-Mount Wellington | Nowa Zelandia | New Zealand National Soccer League |       |        |
| 1989    | University-Mount Wellington | Nowa Zelandia | New Zealand National Soccer League |       |        |
| 1990    | University-Mount Wellington | Nowa Zelandia | New Zealand National Soccer League |       |        |
| 1991    | University-Mount Wellington | Nowa Zelandia | New Zealand National Soccer League |       |        |
| 1992    | University-Mount Wellington | Nowa Zelandia | New Zealand National Soccer League |       |        |
| 1993    | University-Mount Wellington | Nowa Zelandia | New Zealand National Soccer League |       |        |
| 1994    | University-Mount Wellington | Nowa Zelandia | New Zealand National Soccer League |       |        |
| 1995    | University-Mount Wellington | Nowa Zelandia | New Zealand National Soccer League |       |        |
| 1996    | University-Mount Wellington | Nowa Zelandia | New Zealand National Soccer League |       |        |
| 1997    | University-Mount Wellington | Nowa Zelandia | New Zealand National Soccer League |       |        |

## Kariera reprezentacyjna
McClure w pierwszej reprezentacji zadebiutował 1 września 1981 w meczu przeciwko reprezentacji Indii, zremisowanym 0:0. W 1982 został powołany przez trenera Johna Adsheada na Mistrzostwa Świata 1982, gdzie reprezentacja Nowej Zelandii odpadła w fazie grupowej, a McClure nie zagrał w żadnym ze spotkań.
Po raz ostatni w reprezentacji zagrał 19 września 1986 przeciwko Fidżi, wygranym 2:1. Łącznie Billy McClure w latach 1981–1986 wystąpił w 29 spotkaniach reprezentacji Nowej Zelandii, w których strzelił 5 bramek.
| Mecze i gole w reprezentacji | Mecze i gole w reprezentacji | Mecze i gole w reprezentacji | Mecze i gole w reprezentacji | Mecze i gole w reprezentacji | Mecze i gole w reprezentacji | Mecze i gole w reprezentacji |
| #                            | Data                         | Miasto                       | Przeciwnik                   | Gol                          | Wynik                        | Rozgrywki                    |
| ---------------------------- | ---------------------------- | ---------------------------- | ---------------------------- | ---------------------------- | ---------------------------- | ---------------------------- |
| 1.                           | 01.09.1981                   | Kuala Lumpur                 | Indie                        |                              | 0:0                          | towarzyski                   |
| 2.                           | 04.09.1981                   | Kuala Lumpur                 | Federacja Malajska           |                              | 1:0                          | towarzyski                   |
| 3.                           | 07.09.1981                   | Kuala Lumpur                 | Indonezja                    |                              | 0:0                          | towarzyski                   |
| 4.                           | 10.09.1981                   | Kuala Lumpur                 | Zjednoczone Emiraty Arabskie |                              | 0:1                          | towarzyski                   |
| 5.                           | 12.09.1981                   | Kuala Lumpur                 | Japonia                      |                              | 1:0                          | towarzyski                   |
| 6.                           | 03.10.1981                   | Auckland                     | Chiny                        |                              | 1:0                          | El. MŚ 1982                  |
| 7.                           | 10.10.1981                   | Auckland                     | Kuwejt                       |                              | 1:2                          | El. MŚ 1982                  |
| 8.                           | 28.11.1981                   | Auckland                     | Arabia Saudyjska             | Gol                          | 2:2                          | El. MŚ 1982                  |
| 9.                           | 11.02.1982                   | Christchurch                 | Węgry                        |                              | 1:2                          | towarzyski                   |
| 10.                          | 14.02.1982                   | Christchurch                 | Węgry                        |                              | 1:2                          | towarzyski                   |
| 11.                          | 27.02.1983                   | Melbourne                    | Australia                    |                              | 2:0                          | towarzyski                   |
| 12.                          | 16.08.1983                   | Suva                         | Fidżi                        |                              | 0:2                          | towarzyski                   |
| 13.                          | 18.08.1983                   | Nadi                         | Fidżi                        |                              | 1:0                          | towarzyski                   |
| 14.                          | 25.09.1983                   | Auckland                     | Japonia                      |                              | 3:1                          | El. IO 1984                  |
| 15.                          | 01.10.1983                   | Auckland                     | Chińskie Tajpej              |                              | 2:0                          | El. IO 1984                  |
| 16.                          | 07.10.1983                   | Tokio                        | Japonia                      |                              | 1:0                          | El. IO 1984                  |
| 17.                          | 12.10.1983                   | Tajpej                       | Chińskie Tajpej              |                              | 1:1                          | El. IO 1984                  |
| 18.                          | 31.03.1984                   | Wellington                   | Malezja                      | Gol                          | 2:0                          | towarzyski                   |
| 19.                          | 03.04.1984                   | Christchurch                 | Malezja                      | Gol · Gol · Gol              | 6:1                          | towarzyski                   |
| 20.                          | 08.04.1984                   | Auckland                     | Malezja                      |                              | 0:0                          | towarzyski                   |
| 21.                          | 15.04.1984                   | Singapur                     | Arabia Saudyjska             |                              | 1:3                          | El. IO 1984                  |
| 22.                          | 19.04.1984                   | Singapur                     | Kuwejt                       |                              | 0:2                          | El. IO 1984                  |
| 23.                          | 22.04.1984                   | Singapur                     | Korea Południowa             |                              | 0:2                          | El. IO 1984                  |
| 24.                          | 24.04.1984                   | Singapur                     | Bahamy                       |                              | 0:1                          | El. IO 1984                  |
| 25.                          | 18.10.1984                   | Lautoka                      | Fidżi                        |                              | 2:1                          | towarzyski                   |
| 26.                          | 07.06.1985                   | Auckland                     | Fidżi                        |                              | 2:0                          | towarzyski                   |
| 27.                          | 10.11.1985                   | Tel Awiw                     | Izrael                       |                              | 0:3                          | El. MŚ 1986                  |
| 28.                          | 17.09.1986                   | Lautoka                      | Fidżi                        |                              | 4:2                          | towarzyski                   |
| 29.                          | 19.09.1986                   | Suva                         | Fidżi                        |                              | 2:1                          | towarzyski                   |

## Sukcesy
University-Mount Wellington
- Mistrzostwo New Zealand National Soccer League (2): 1980, 1982
- Puchar Nowej Zelandii (3): 1980, 1982, 1990